# Romeo Doubs
Romeo Izziyh Doubs (Los Angeles, 13 aprile 2000) è un giocatore di football americano statunitense che milita nel ruolo di wide receiver per i Green Bay Packers della National Football League (NFL).

## Carriera

### Green Bay Packers
Al college Doubs giocò a football all'Università del Nevada-Reno. Fu nel corso del quarto giro (132º assoluto) del Draft NFL 2022 dai Green Bay Packers. Debuttò come professionista l'11 settembre 2022 nella sconfitta della settimana 1 contro i Minnesota Vikings, terminando con 4 ricezioni per 37 yard. Due settimane dopo contro i Tampa Bay Buccaneers ricevette 8 passaggi per 73 yard e il suo primo touchdown su passaggio di Aaron Rodgers, venendo premiato come rookie della settimana. La sua prima stagione si chiuse con 42 ricezioni per 425 yard e 3 marcature in 13 presenze, 7 delle quali come titolare.
Nel terzo turno della stagione 2023, Doubs contribuì alla rimonta dei Packers da 0-17 a 18-17 contro i New Orleans Saints ricevendo dal quarterback Jordan Love il touchdown della vittoria nel quarto periodo. Nel primo turno di playoff guidò la squadra con 151 yard ricevute e segnò un touchdown nella vittoria in trasferta che eliminò i Dallas Cowboys testa di serie numero 2 del tabellone.
Nel sesto turno della stagione 2024, Doubs segnò due touchdown nella vittoria per 34-13 sugli Arizona Cardinals.

## Palmarès
- Rookie della settimana: 1

3ª del 2022